# Sergei Alexander Schelkunoff
Sergei Alexander Schelkunoff (russisch Сергей Александрович Щелкунов; * 15. Januarjul. / 27. Januar 1897greg. in Samara, Russisches Kaiserreich; † 2. Mai 1992 in Hightstown (New Jersey)) war ein russisch-amerikanischer Erfinder.

## Leben
Schelkunoff studierte er an der Lomonossow-Universität in Moskau. 1917 zog er über Sibirien, die Mandschurei und Japan in die USA und lebte ab 1921 in Seattle. Am State College of Washington erwarb er seinen Master in Mathematik, und 1928 erwarb er seinen Ph.D. an der Columbia University. 
Er begann dann in der Forschungsabteilung der Western Electric (später Bell Labs) zu arbeiten. Mit Sallie Pero Mead analysierte er Wellenleiter und entdeckte die von George C. Southworth propagierte transversalelektromagnetische Welle. Er hielt 15 Patente.
Im Jahr 1928 heiratete er Jean G. Kennedy.